# Giovanni Battista Babboni
Giovanni Battista Babboni (fl. XX secolo) è stato un calciatore italiano, di ruolo centrocampista. Era noto come Bacicin o Babboni II per distinguerlo dai fratelli Achille (Babboni I) e Lino (Babboni III).

## Biografia
Insieme ai fratelli Achille e Lino, è nel 1913 tra i fondatori e primi giocatori del Vado Football Club. Ha avuto una figlia di nome Gemma.

## Carriera
Babboni è tra i fondatori del Vado Football Club ed uno dei suoi primi giocatori. Nel 1922 partecipò con i rossoblu vadesi alla prima Coppa Italia, aggiudicandosi a sorpresa il titolo contro l'Udinese. Nello stesso anno si aggiudicarono il titolo di campioni liguri della Promozione 1921-1922, ottenendo il diritto, a seguito del Compromesso Colombo, di partecipare alla neonata Seconda Divisione la stagione seguente.

## Palmarès
- Coppa Italia:

Vado: 1922